# Filiz Ahmet
Filiz Ahmet (mazedonisch Филиз Ахмет; * 15. April 1981 in Skopje, SR Mazedonien, SFR Jugoslawien) ist eine türkische Schauspielerin.

## Leben und Karriere
Ahmet wurde am 15. April 1981 in Skopje geboren. Sie besitzt die nordmazedonische und die türkische Staatsbürgerschaft. Aufgrund des Jugoslawienkriegs zog sie mit ihrer Familie nach Schweden. Später kehrte sie nach Mazedonien zurück. Ihren Durchbruch hatte sie 2007 in der Fernsehserie Elveda Rumeli. Danach spielte sie in der Serie Balkan Düğünü mit. 2010 war sie in der Serie Muhteşem Yüzyıl zu sehen. Außerdem wurde Ahmet 2020 für die Serie Acı Kiraz gecastet. Unter anderem trat Ahmet 2022 in Balkan Ninnisi auf.

## Filmografie (Auswahl)
Filme
- 2013: Mutlu Aile Defteri
- 2014: Kadın İşi Banka Soygunu
- 2014: Kendime İyi Bak
- 2018: Görevimiz Tatil
- 2018: Bal Kaymak
- 2020: Acı Kiraz

Serien
- 2002: Zavedeni
- 2007–2009: Elveda Rumeli
- 2009–2010: Balkan Düğünü
- 2011–2013: Muhteşem Yüzyıl
- 2014: Ruhumun Aynası
- 2016–2017: Hayat Şarkısı
- 2019: Vurgun
- 2019–2020: Hekimoğlu
- 2022: Balkan Ninnisi